# Orobanche kelleri
Orobanche kelleri là loài thực vật có hoa thuộc họ Cỏ chổi. Loài này được Novopokr. mô tả khoa học đầu tiên năm 1950.